# Батлер (округ, Кентуккі)
Шаблон:StateAbbr_ 37°13′ пн. ш. 86°41′ зх. д. / 37.21° пн. ш. 86.68° зх. д.
Округ  Батлер (англ. Butler County) — округ (графство) у штаті  Кентуккі, США. Ідентифікатор округу 21031.

## Історія
Округ утворений 1819 року.

## Демографія
За даними перепису 
2000 року 
загальне населення округу становило 13010 осіб, усе сільське.
Серед мешканців округу чоловіків було 6472, а жінок — 6538. В окрузі було 5059 домогосподарств, 3709 родин, які мешкали в 5815 будинках.
Середній розмір родини становив 2,98.
Віковий розподіл населення поданий у таблиці:
| Стать    | До 15 років | 15-21 | 22-29 | 30-39 | 40-49 | 50-65 | 65-85 | Понад 85 |
| -------- | ----------- | ----- | ----- | ----- | ----- | ----- | ----- | -------- |
| Чоловіки | 1370        | 687   | 698   | 990   | 981   | 1048  | 646   | 52       |
| Жінки    | 1298        | 649   | 668   | 947   | 943   | 1060  | 834   | 139      |

## Суміжні округи
- Ґрейсон — північний схід
- Едмонсон — схід
- Воррен — південний схід
- Лоґан — південь
- Муленберґ — захід
- Огайо — північний захід

## Виноски
1. ↑  US Decennial Census. US Census Bureau. Архів оригіналу за 16 червня 2019. Процитовано 12 серпня 2014.
2. ↑  Historical Census Browser. University of Virginia Library. Архів оригіналу за 26 грудня 2013. Процитовано 12 серпня 2014.
3. ↑  Population of Counties by Decennial Census: 1900 to 1990. US Census Bureau. Архів оригіналу за 13 жовтня 2014. Процитовано 12 серпня 2014.
4. ↑  Census 2000 PHC-T-4. Ranking Tables for Counties: 1990 and 2000 (PDF). US Census Bureau. Архів оригіналу (PDF) за 18 грудня 2014. Процитовано 12 серпня 2014.
5. ↑  State & County QuickFacts. US Census Bureau. Архів оригіналу за 7 липня 2011. Процитовано 5 березня 2014. [Архівовано 2011-06-07 у Wayback Machine.](англ.) Наведено за англійською вікіпедією.
6. ↑  American FactFinder. Бюро перепису населення США. Архів оригіналу за 26 лютого 2012. Процитовано 31 січня 2008. [Архівовано 2008-05-21 у Wayback Machine.]

| США | Це незавершена стаття з географії США. Ви можете допомогти проєкту, виправивши або дописавши її. |